# Teorema de Fuchs
En las matemáticas el teorema de Fuchs expresa la propiedad de ciertas ecuaciones diferenciales de segundo orden, en cuanto a poseer una solución expresada mediante una serie de potencias. Desarrollado por Lazarus Fuchs

## Teorema
En las matemáticas, el teorema de Fuch, establece la existencia de soluciones de una ecuación diferencial de segundo orden del tipo:
{\displaystyle y''+p(x)y'+q(x)y=g(x)}
donde {\displaystyle p(x)}, {\displaystyle q(x)} y {\displaystyle g(x)} poseen expansión en series de potencias en {\displaystyle x=a}. 
En este caso existe entonces una solución a esta ecuación diferencial de segundo orden que puede ser expresada mediante una serie de potencias en {\displaystyle a}. Por lo tanto toda solución se puede escribir como
{\displaystyle y=\sum _{n=0}^{\infty }a_{n}(x-a)^{n+\lambda },\quad a_{0}\neq 0}
para algún {\displaystyle \lambda } real, donde su radio de convergencia es por lo menos mayor que el menor radio de convergencia de {\displaystyle p(x)}, {\displaystyle q(x)} y {\displaystyle g(x)}.